# Karl Rohe
Karl Rohe (* 25. November 1934 in Löningen; † 21. Juni 2005) war ein deutscher Politikwissenschaftler und Rektor der Universität Essen.

## Forschungsgebiet
Rohe beschäftigte sich insbesondere mit dem politischen System Großbritanniens, der Parteienforschung und der von ihm maßgeblich geprägten Politischen Kulturforschung.

## Wissenschaftlicher Werdegang
Rohe studierte in Freiburg im Breisgau und Münster. Er wurde jeweils Mitglied von katholischen Studentenverbindungen im KV, in Freiburg  beim KStV Neuenfels und in Münster beim KStV Germania. Nach seiner Promotion 1964 in Münster zum Dr. phil. forschte Rohe von 1965 bis 1967 als Stipendiat der Deutschen Forschungsgemeinschaft am St Antony’s College in Oxford. Anschließend war Rohe Wissenschaftlicher Mitarbeiter an der Universität Münster. 1969 wurde er auf einen Lehrstuhl für Politikwissenschaft an die Pädagogische Hochschule Ruhr berufen, die 1972 in der Universität-Gesamthochschule Essen aufging.
1987/88 kehrte er für eine Gastprofessur an das St Antony’s College zurück. 1990 bis 1992 baute er an der Universität Potsdam den Fachbereich Sozialwissenschaften auf, wofür er 1994 die Ehrendoktorwürde erhielt. 1995 wurde Rohe Vorsitzender der Deutschen Gesellschaft für Politikwissenschaft.

## Hochschulpolitik
Rohe gehörte von 1972 bis 1982 dem Gründungssenat der Universität-Gesamthochschule Essen an. Von Oktober 1996 bis zu seiner Emeritierung am 1. April 2000 war er Rektor der Universität Essen.

## Monografien (Auswahl)
- Politik : Begriffe und Wirklichkeiten ; eine Einführung in das politische Denken, Stuttgart 1994, ISBN 3-17-012329-7.
- Wahlen und Wählertraditionen in Deutschland : kulturelle Grundlagen deutscher Parteien und Parteisysteme im 19. und 20. Jahrhundert, Frankfurt am Main 1992, ISBN 3-518-11544-8.
- Das Reichsbanner Schwarz Rot Gold. Ein Beitrag zur Geschichte und Struktur der politischen Kampfverbände zur Zeit der Weimarer Republik, Düsseldorf 1966.
- Literatur von und über Karl Rohe im Katalog der Deutschen Nationalbibliothek